# One Life
One Life (bra: Uma Vida - A História de Nicholas Winton; prt: Uma Vida Singular) é um filme de drama biográfico baseado na história real do humanitário britânico Nicholas Winton, estrelado por Anthony Hopkins e Johnny Flynn como Winton, que devido às suas ações foi chamado de "o Oskar Schindler britânico".
One Life teve sua estreia mundial no Festival Internacional de Cinema de Toronto em 9 de setembro de 2023, e sua estreia europeia no Festival de Cinema de Londres de 2023. Foi lançado no Reino Unido em 1 de janeiro de 2024 pela Warner Bros. Pictures, e mais tarde no Brasil, em 14 de março de 2024, pela Diamond Films, nos Estados Unidos, em 15 de março de 2024, pela Bleecker Street, e em Portugal, em 28 de março de 2024. O filme recebeu críticas positivas, com elogios pelas atuações do elenco, particularmente Hopkins e Bonham Carter.

## Elenco
- Anthony Hopkins como Nicholas Winton
  - Johnny Flynn como o jovem Nicholas Winton
- Helena Bonham Carter como Babi Winton
- Lena Olin como Grete Winton
- Jonathan Pryce como Martin Blake
  - Ziggy Heath como o jovem Martin Blake
- Romola Garai como Doreen Wariner
- Alex Sharp como Trevor Chadwick
- Samantha Spiro como Esther Rantzen

## Resposta da crítica
No site agregador de críticas Rotten Tomatoes, 91% das 137 resenhas dos críticos são positivas, com uma classificação média de 7,3/10. O consenso do site diz: "Sustentado pelo excelente trabalho de um elenco tremendo, One Life presta uma homenagem comovente a um notável esforço humanitário." O Metacritic, que usa uma média ponderada, atribuiu ao filme uma pontuação de 69 em 100, baseado em 30 críticos, indicando críticas "geralmente favoráveis".